# Slovenska republička nogometna liga 1990./91.
Slovenska republička nogometna liga u sezoni 1990./91. bilo je četrdeset i treće izdanje prvenstva Socijalističke Republike Slovenije. Ove sezone predstavljala je četvrti rang jugoslavenskog nogometnog sustava.
 Sudjelovalo je 16 klubova, a prvak je bio "Rudar" iz Velenja.

## Formiranje lige
- 1 momčad (Ljubljana) iz Međurepubličke lige – Zapad
- 10 momčadi (Rudar Velenje, Domžale, Slovan Ljubljana, Medvode, Steklar, Rudar Trbovlje, Elan Novo Mesto, Mura M. Sobota, Partizan Žalec i Vozila Gorica) iz Slovenske lige
- 3 momčadi (Jadran Dekani, Naklo i Svoboda	Ljubljana) iz Zapadne regionalne lige
- 2 momčadi (Nafta Lendava i Kladivar Celje) iz Istočne regionalne lige

## Ljestvica
| mj.     | klub                  | ut. | pob. | ner. | por. | gol+ | gol- | gr  | bod     |
| ------- | --------------------- | --- | ---- | ---- | ---- | ---- | ---- | --- | ------- |
| 1.      | Rudar Velenje         | 30  | 16   | 9    | 5    | 57   | 31   | +26 | 41      |
| 2.      | Slovan Ljubljana      | 30  | 17   | 4    | 9    | 54   | 27   | +27 | 38      |
| 3.      | Svoboda Ljubljana     | 30  | 14   | 6    | 10   | 42   | 35   | +7  | 34      |
| 4.      | NK Ljubljana          | 30  | 12   | 10   | 8    | 46   | 41   | +5  | 34      |
| 5.      | Nafta Lendava         | 30  | 12   | 9    | 9    | 47   | 36   | +11 | 33      |
| 6.      | Kladivar Ingrad Celje | 30  | 13   | 7    | 10   | 48   | 43   | +3  | 33      |
| 7.      | Domžale Lek           | 30  | 9    | 13   | 8    | 34   | 35   | −1  | 31      |
| 8.      | Živila Naklo          | 30  | 11   | 7    | 12   | 50   | 40   | +10 | 29      |
| 9.      | Steklar Rogaška       | 30  | 11   | 7    | 12   | 46   | 47   | −1  | 29      |
| 10.     | Vozila Gorica         | 30  | 10   | 9    | 11   | 33   | 41   | −8  | 29      |
| 11.     | Mura M. Sobota        | 30  | 9    | 10   | 11   | 40   | 51   | −11 | 28      |
| 12.     | Rudar Trbovlje        | 30  | 8    | 11   | 11   | 32   | 38   | −6  | 27      |
| 13.     | Jadran Lama Dekani    | 30  | 8    | 10   | 12   | 35   | 40   | −5  | 26      |
| 14.     | Medvode               | 30  | 10   | 6    | 14   | 28   | 45   | −17 | 26      |
| 15.     | Elan Novo Mesto       | 30  | 9    | 8    | 13   | 37   | 49   | −12 | 24 (−2) |
| 16.     | Partizan Hmezad Žalec | 30  | 6    | 4    | 20   | 21   | 51   | −30 | 16      |
|         |                       |     |      |      |      |      |      |     |         |
| Izvori: |                       |     |      |      |      |      |      |     |         |

- Liga je ukinuta
- Timovi koji završe od 1. do 14. mjesta idu u novoosnovanu 1. SNL
- Elan Novo Mesto i Partizan Žalec ispadaju u novoosnovanu 2. SNL

## Novosti
Prema pravilima, pobjednik prvenstva trebao je biti promoviran u Međurepublikansku ligu, dok su dvije najniže plasirane momčadi ispadale u regionalne lige.
Međutim, 25. lipnja 1991. Slovenija i Hrvatska proglasile su neovisnost od Jugoslavije. Nakon toga, slovenski i hrvatski timovi napustili su jugoslavenski nogometni sustav kako bi se pridružili novim nacionalnim prvenstvima.
Posljedično, Socijalistička Republika Slovenija prestala je postojati i osnovana je Republika Slovenija, a sportski turniri također su napustili jugoslavenski sustav. Osnovana je Prva slovenska nogometna liga (skraćeno 1. SNL).
U Sloveniji, zemlji s manjim utjecajem u jugoslavenskom nogometu, koji se temeljo na srpsko-hrvatskoj dihotomiji, tranzicija nije donijela veće promjene. Slovenska republička liga jednostavno je postala 1. SNL, uključujući četiri slovenska tima koji su igrali u višim rangovima, dok su dva donja tima ispala u Drugu slovensku nogometnu ligu (2. SNL) prema izvornim pravilima, a zamijenile su ih dvije promovirane momčadi iz Območne lige kojoj je dodan pobjednik doigravanja s obzirom na to da, opet prema izvornim pravilima, nijedna slovenska momčad nije ispala iz nacionalnih divizija, te je stoga trebalo popuniti prazninu u momčadi.

## Poveznice
- Slovenska republička liga
- Druga savezna liga 1990./91.
- Nogometno prvenstvo Jugoslavije – 3. ligaški rang 1990./91.
- Nogometno prvenstvo Jugoslavije – 4. ligaški rang 1990./91.

## Vanjske poveznice
- RSSSF - Slovenia - List of Final Tables 1946-1998
- Zbornik Medobčinske nogometne zveze Ljubljana 1920–2020